# Gewerbegebiet Am Seehof
Gewerbegebiet Am Seehof ist ein Industriegebiet und Wohnplatz auf der Gemarkung des Boxberger Stadtteils Windischbuch im Main-Tauber-Kreis im fränkisch geprägten Nordosten Baden-Württembergs. Bekannt wurde das Gewerbegebiet durch eine größere Teststrecke der Robert Bosch GmbH vor Ort.

## Geographie

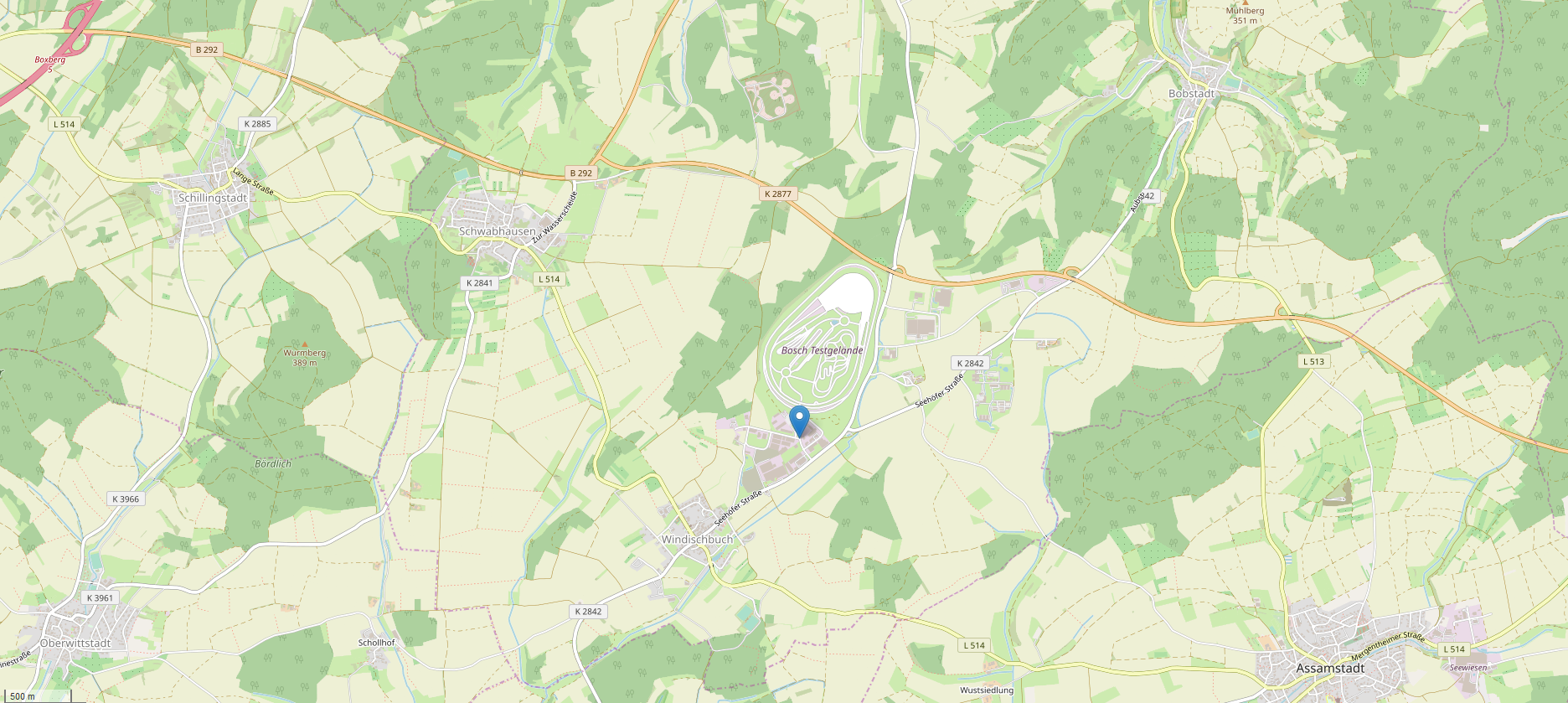
Lage des Gewerbegebiets Am Seehof

Das Gewerbegebiet Am Seehof beginnt etwa 500 Meter nordöstlich von Windischbuch. Die Gemarkung wird durch den Windischbucher Graben entwässert.

## Geschichte
Der Ort kam als Teil der ehemals selbständigen Gemeinde Windischbuch am 1. Januar 1973 zur Stadt Boxberg.

## Verkehr
Das Gewerbegebiet ist von Windischbuch von der L 514 abzweigend über die Seehöfer Straße zu erreichen. Im Norden grenzt das Gewerbegebiet an die K 2877. Im Gewerbegebiet Am Seehof befinden sich mehrere Straßen, darunter die Robert-Bosch-Straße und die Werner-von-Siemens-Straße.